# チャールズ・ロールズ
チャールズ・スチュアート・ロールズ（英: Charles Stewart Rolls、1877年8月27日 - 1910年7月12日）は自動車と航空機の先覚者。彼はフレデリック・ヘンリー・ロイスと共同で、自動車製造会社のロールス・ロイスを設立した。彼はイングランドのボーンマス近くで実演飛行中、乗機ライトフライヤー号の尾部が破断して墜落し、飛行機事故で死亡した最初のイギリス人となった。32歳だった。

## 生い立ち
ロールズは初代ランガタク男爵の三男としてロンドンのバークリー・スクエアに生まれた。ロンドンの生まれとはいえ、彼はウェールズのモンマス近くにあるザ・ヘンドレの先祖代々の家との絆を大切にした。バークシャーのモーティマー・ビカレージ予備学校に通ったのち、イートン・カレッジで教育を受け、そこで彼はエンジンへの興味を強め、「ダーティ・ロールズ」という渾名をつけられた。
1894年には受験のためケンブリッジの私塾に通い、トリニティ・カレッジに入学後は機械学と応用科学を学んだ。1896年、18歳の時に彼はパリに旅行し、彼にとって初めての車となるプジョーのフェートンを購入し、フランス自動車クラブに入会した。彼のプジョーは、ケンブリッジ在住者が所有した最初の車と言われており、ウェールズで最初に所有された3台のうちの1台である。自動車狂のはしりともいえる彼は、Self-Propelled Traffic Association（自動推進型交通組合）に参加した。この団体は、赤旗法が自動車に課した制限への反対運動を展開し、のちロールズが設立メンバーともなったイギリス自動車クラブと合併した。
ロールズは1898年にケンブリッジ大学を卒業したのち、蒸気ヨットのサンタ・マリア号で働き、次いでクルーのロンドン・アンド・ノース・ウェスタン鉄道に勤務した。しかし彼の才能は実務的な技師としてよりは、販売術および自動車業界の先覚者という分野で発揮された。1903年1月、父から 6,600 ポンドの援助を得て、ロールズはイギリスで初めてとも言える自動車販売店 C.S.Rolls & Co. をフラムに開き、フランスのプジョーとベルギーのミネルヴァを輸入・販売した。
ロールズは長身であり、身長が約1.95mあった。

## ロイスとの提携
自動車クラブの友人でありロイスの取締役でもあったヘンリー・エドマンズはロイス・10HPをロールズに見せた上で、1904年5月4日マンチェスターのミッドランド・ホテルにおける、ロールズとロイスの歴史的な出会いをセットした。ロールズは3気筒ないし4気筒の車を好んでいたが、2気筒のロイス・10HPに感銘を受け、のち1904年12月23日に交わした契約において、ロイスが生産し得る全ての車を引き受けることに同意した。それらは2、3、4、6気筒の車で、ロールス・ロイスの記章がつけられることになった。

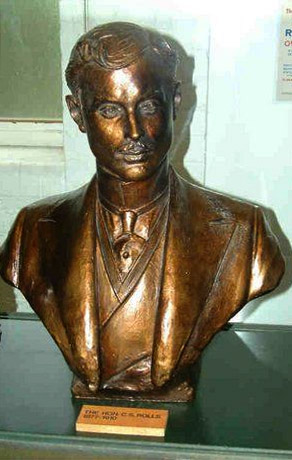
ダービー産業博物館のブロンズ胸像

ロールス・ロイス初の車となったロイス・10HPは、1904年12月にモンディアル・ド・ロトモビルで披露された。初期の宣伝では、ロールズの名がロイスの名より強調されていた。1906年に両名はロールス・ロイスを設立することによって提携を正式なものとし、ロールズは技術管理取締役として年俸750ポンド、加えて収益で1万ポンドを超過した分の4%を受け取ることになった。ロールズは財政的な保証と事業における洞察力を提供することで、ロイスの専門的技術を補完した。1907年にロールス・ロイスはロイスの自動車部門を買収した。
ロールズは、ロールス・ロイス車の静粛性と滑らかな走行性能の宣伝に大いに努めた。1906年末には渡米して新車の宣伝販売を行なった。1907年に、ロールス・ロイスはその車の静粛性と信頼性によって賞を受けている。しかし1909年にはもうロールズの事業に対する興味は薄らいでしまい、その年の暮れに技術管理取締役を退いて社外取締役となった。

## 航空機の先覚者
ロールズは航空機の先覚者でもあり、元は 170 回以上の飛行を行なった気球乗りであった。彼は1903年にロイヤル・エアロ・クラブが設立された時の設立メンバーであり、それが発行する飛行ライセンスを得た 2 人目のイギリス人である。1903年、彼は最長単独飛行時間によってゴードン・ベネット金メダルを得た。
1907年、ロールズはますます飛行機に関心を寄せるようになり、飛行機用のエンジンを設計するようロイスを説得したが、ロイスは同意しなかった。1909年にロールズは、ライト兄弟のライセンスの下でショート・ブラザーズが6機生産したライトフライヤー号のうちの1機を購入し、200回以上の飛行を行なった。1910年6月2日、彼は史上初めて飛行機でイギリス海峡を無着陸で往復した。所要時間95分はルイ・ブレリオに勝るものだった。イギリス海峡東端を初めて飛行機で横断したことにもなるこの偉業を賞して、ロイヤル・エアロ・クラブの金メダルが彼に与えられた。この飛行を記念する像が、ドーバーとモンマスの広場に立てられている。

## 事故死

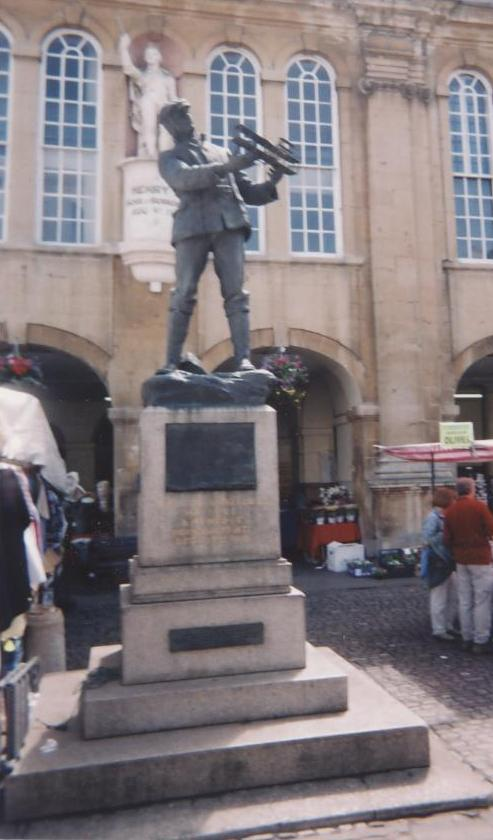
モンマスのアジンコート・スクエアにあるロールズの像

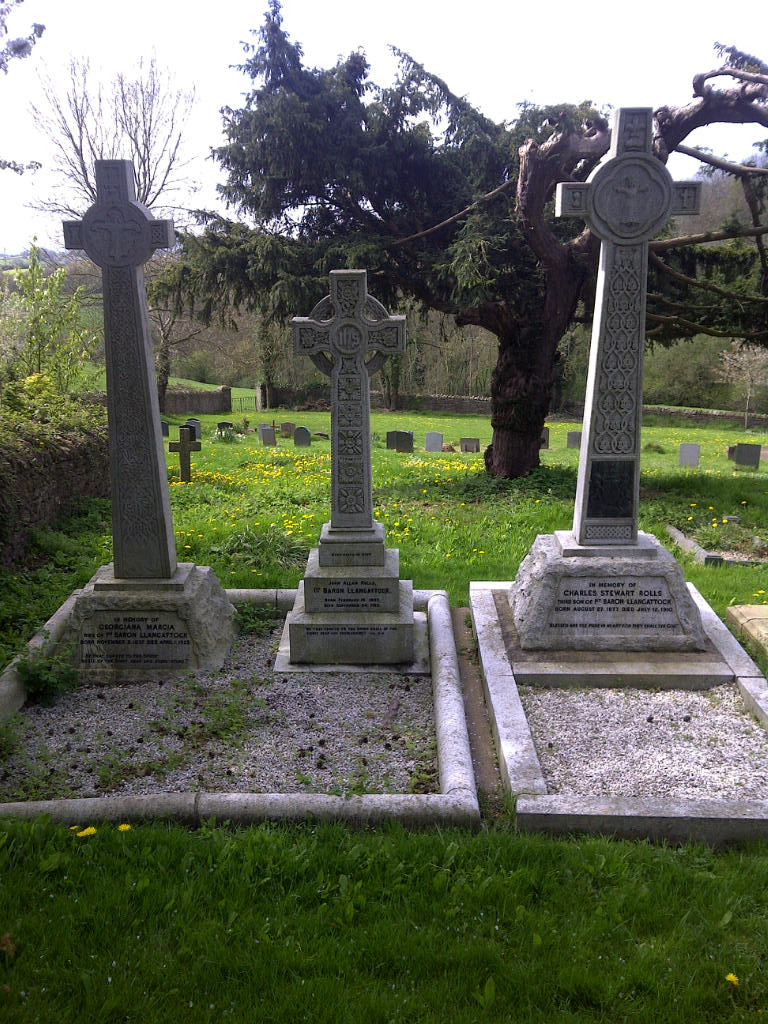
モンマスシャーのランガタク＝ビボン＝アベルにあるロールズ一族の墓

1910年7月12日、32歳の時、ロールズはボーンマスのヘンジストベリー飛行場で実演飛行中、乗機のライトフライヤー号の尾部が破断して墜落死した。彼は飛行機事故で死亡した初めてのイギリス人であり、世界では11人目にあたる。モンマスのアジンコート・スクエアには彼を記念する像が立てられ、そこでの彼は複葉機の模型を手に取っている。ほか、サン・ピーターズ・カトリック総合中等学校の奥まった運動場にも彼を記念する像があり、そこはヘンジストベリー飛行場の跡地にあたる。ケントのドーバー港にも彼の像があり、これは1910年6月2日に初めて無着陸で海峡を往復したことを記念したものである。
彼の墓はモンマスシャーで比較的よく知られた一角、ランガタク＝ビボン＝アベルの教会にあり、そこにはロールズ一族の多くが、様々な家族の墓に分かれて葬られている。彼の墓はランガタク邸のすぐ下にあり、墓碑にはこう刻まれている。「祝福されし者は心清らかなり、彼ら神にまみえんがため。」